# Mike Starr (acteur)
Pour les articles homonymes, voir Mike Starr et Starr.
Michael Starr, dit Mike Starr, né le 29 juillet 1950 à New York dans l'État de New York, est un acteur américain.

## Biographie

### Jeunesse
Michael Starr naît dans le Queens, un arrondissement de New York.

### Carrière
À cause de sa carrure (il mesure 1,92 m), Michael Starr est souvent cantonné dans des rôles de voyous ou d'hommes de main. On le voit notamment dans Les Affranchis (1990) ou Bodyguard (1992).

## Filmographie

### Cinéma

#### Années 1980
- 1980 : La Chasse (Cruising) : Patrolman Desher
- 1981 : The Bushido Blade : Bos'n Cave Johnson
- 1984 : Le Meilleur (The Natural) : Boone
- 1985 : Le Dernier dragon (The Last Dragon) de Michael Schultz : Rock
- 1985 : Cat's Eye : Ducky (segment « The Ledge »)
- 1985 : Le Retour du Chinois (The Protector) : Hood #2
- 1986 : Une baraque à tout casser (The Money Pit) : Lenny
- 1986 : Le flic était presque parfait (Off Beat) : James Bonnell
- 1986 : Violets Are Blue... : Tony
- 1986 : King Kong 2 (King Kong Lives) : Cell Guard
- 1987 : Radio Days : Burglar
- 1987 : Magic Sticks : Debt Collector #2
- 1987 : Who's That Girl : Shipping Co-Worker
- 1987 : Five Corners : le barman
- 1988 : The Appointments of Dennis Jennings : le portier
- 1988 : Funny Farm : Crocker
- 1988 : Le Mot de la fin (Punchline) : Man with Bullhorn
- 1989 : New York Stories : Hardhat
- 1989 : Lean on Me : Mr. Zirella
- 1989 : White Hot : le chauffeur no 1
- 1989 : Collision Course : Auto Worker Bowling Alley #3
- 1989 : Uncle Buck : Pooter le clown
- 1989 : Dernière sortie pour Brooklyn : le garde de sécurité
- 1989 : Né un 4 juillet (Born on the Fourth of July) : Man #1 - Arthur's Bar
- 1989 : The Chair : Wilson

#### Années 1990
- 1990 : Blue Steel : Superintendant
- 1990 : Business oblige (A Shock to the System) : Bum #3
- 1990 : Miller's Crossing : Frankie
- 1990 : Les Affranchis (Goodfellas) : Frenchy
- 1991 : Billy Bathgate : Julie Martin
- 1992 : Me and Veronica : Vinnie
- 1992 : Freejack : Shaggy Man
- 1992 : Cool World : le chauffeur de la voiture décapotable, au début du film
- 1992 : Mac : un pompier
- 1992 : Bodyguard (The Bodyguard) de Mick Jackson : Tony Scipelli
- 1993 : Mad Dog and Glory : Harold
- 1993 : Night Trap : l'inspecteur Williams
- 1993 : Le Fils de la panthère rose (Son of the Pink Panther) : Hanif
- 1994 : Cabin Boy : Mulligan
- 1994 : Terrain miné (On Deadly Ground) : Big Mike
- 1994 : Le Grand Saut (The Hudsucker Proxy) : le journaliste
- 1994 : Billets pour l'enfer (Blown Away) : Francis, le barman
- 1994 : Trial by Jury de Heywood Gould : Hughie Bonner
- 1994 : Ed Wood : Georgie Weiss
- 1994 : Dumb & Dumber : Joe « Mental » Mentaliano
- 1995 : Pyromaniac's Love Story : le sergent Zikowski
- 1995 : Clockers : Thumper
- 1996 : Dear Diary
- 1996 : Pour l'amour de l'art (Two If by Sea) : Fitzie
- 1996 : James et la Pêche géante (James and the Giant Peach) : le flic battu
- 1996 : Blood and Wine : Mike
- 1996 : Just Your Luck (vidéo) : Carl
- 1997 : A River Made to Drown In : Frank
- 1997 : Cusp : Stalker
- 1997 : Flipping : C.J., le gros homme au Club 2-2
- 1997 : Les Seigneurs de Harlem (Hoodlum) : Albert Salke
- 1997 : The Deli : Johnny
- 1997 : Lesser Prophets
- 1998 : The Adventures of Ragtime : l'inspecteur Lamaster
- 1998 : Animals (Animals and the Tollkeeper) : le jeune Felipe
- 1998 : Frogs for Snakes : Crunch
- 1998 : The Taxman : Mike Neals
- 1998 : Snake Eyes de Brian De Palma : Walt McGahn
- 1999 : New Jersey Turnpikes
- 1999 : Gloria : Sean
- 1999 : Summer of Sam : Eddie

#### Années 2000
- 2000 : The Cactus Kid : Di Pasquale
- 2001 : Backflash (vidéo) : Tono
- 2001 : Taxis pour cible (3 A.M.) : Theo
- 2001 : Séduction fatale (Tempted) : Dot Collins
- 2001 : The Next Big Thing : Walter Sznitken
- 2001 : Les Hommes de main (Knockaround Guys) : Bobby Boulevard
- 2003 : Anne B. Real : Ron
- 2004 : Under the City : Dandos
- 2004 : Père et Fille (Jersey Girl) de Kevin Smith : Block
- 2004 : Mickey : Tony
- 2004 : Elvis Has Left the Building : Sal
- 2005 : Faux Amis (The Ice Harvest) : Roy
- 2006 : Hot Tamale : Al
- 2006 : Le Dahlia noir (The Black Dahlia) : l’inspecteur Russ Millard
- 2009 : Chicago Overcoat

#### Années 2010
- 2010 : Ca$h : Melvin Goldberg
- 2011 : Irish Gangster : Leo « Lips » Moceri

### Télévision
- 1984 : Terrible Joe Moran : 1st Thug
- 1987 : Nasty Hero : Hackett
- 1988 : Hot Paint
- 1988 : Frank Nitti: The Enforcer : le sergent Harry Lang
- 1989 : Kojak: Ariana : Hamilton
- 1989 : Kojak: Fatal Flaw : Hamilton
- 1991 : The 10 Million Dollar Getaway : Robert « Frenchy » McMahon
- 1994 : Hardball : Mike Widmer
- 1995 : Fausse piste (The Shamrock Conspiracy) : Tierney
- 1996 : EZ Streets : Mickey Kinnear
- 1997 : Le Dernier parrain (The Last Don)
- 1997 : Path to Paradise: The Untold Story of the World Trade Center Bombing : Mahmud Abouhalima
- 1999 : Murder in a Small Town : l’inspecteur Tony Rossini
- 1999 : Star Trek : Deep Space Nine : Tony Cicci (Saison 7 Épisode 15 : Badabim, badaboum)
- 1999 : The Lady in Question (en) : l'inspecteur Tony Rossini
- 2000 : Ed (2000-2002) : Kenny Sandusky
- 2003 : New York, section criminelle (Saison 2 Épisode 15 : le doute) : Ted Marston
- 2005 : Miss Détective : la pièce manquante (Jane Doe: The Wrong Face) : Kramer
- 2006 : Jesse Stone: Night Passage : Lou Carson
- 2009 : The Office : Angelo Grutti
- 2010 : New York, unité spéciale : Mike O'Doole (saison 12, épisode 10)
- 2011 : Childrens Hospital : Chauffeur de taxi (saison 3, épisode 6)
- 2012 : Chicago fire : Arthur
- 2013 : Elementary : Russell Gertz (Saison 2 Épisode 5 : Un détective dans la mafia)
- 2018 : Mr Mercedes (saison 2) : Al
- 2019 : Ray Donovan (saison 7) : Larry O’Malley
- 2021: Blacklist : Balthazar 'Bino' Baker (saison 8, épisode 19)

## Voix françaises
En France, Marc Alfos, Pascal Renwick et Jacques Frantz ont été les voix françaises récurrentes de Mike Starr, le premier l'a doublé à cinq reprises et les deux autres l'ont respectivement doublé à quatre et trois reprises.
- Marc Alfos (*1956 - 2012) dans : 
  - James et la Pêche géante
  - Snake Eyes
  - Le Monde de Joan (série télévisée)
  - Chicago Overcoat
  - New York, unité spéciale (série télévisée)
- Pascal Renwick (*1954 - 2006) dans : 
  - Bodyguard
  - Mad Dog and Glory
  - Bébé part en vadrouille
  - Pour l'amour de l'art

| - Jacques Frantz (*1947 - 2021) dans : - Billy Bathgate - Ed Wood - Summer of Sam |

Et aussi :
- Roger Lumont dans La Chasse
- Med Hondo (*1935 - 2019) dans Le Dernier Dragon
- Sady Rebbot (*1935 - 1994) dans Le flic était presque parfait
- Jean-Louis Faure (*1953 - 2022) dans Funny Farm
- Georges Berthomieu (*1933 - 2005) dans L'Oncle Buck
- Richard Darbois dans Les Affranchis
- Bernard Métraux dans Terrain miné
- Joël Zaffarano dans Dumb and Dumber
- Hervé Caradec dans Ed
- Claude Brosset (*1943 - 2007) dans Faux Amis
- Gabriel Le Doze dans Zeroville